# Brezovo Polje (Brčko)
Pour les articles homonymes, voir Brezovo Polje.
Brezovo Polje (en serbe cyrillique : Брезово Поље) est un village de Bosnie-Herzégovine. Il est situé dans le district de Brčko. Selon les premiers résultats du recensement de 2013, il compte 1 446 habitants.

## Géographie
Le village est situé au bord de la Save, un affluent du Danube.

## Histoire
La mosquée Azizija, construite en 1862, est inscrite sur la liste des monuments nationaux de Bosnie-Herzégovine.

## Démographie

### Évolution historique de la population dans la localité
| 1948 | 1953 | 1961 | 1971  | 1981  | 1991  | 2013  |
| ---- | ---- | ---- | ----- | ----- | ----- | ----- |
| -    | -    | 388  | 1 319 | 1 423 | 1 393 | 1 446 |

|  |

### Communauté locale
En 1991, la communauté locale de Brezovo Polje comptait 2 041 habitants, répartis de la manière suivante :